# Alexandra Boulat
Alexandra Boulat (Parigi, 2 maggio 1962 – Parigi, 5 ottobre 2007) è stata una fotoreporter francese.

## Biografia
Ha frequentato l'accademia delle belle arti di Parigi dove ha studiato storia dell'arte e grafica. Ha lavorato per Sipa Press e per l'agenzia della madre: l'agenzia Cosmos. Fondò in collaborazione con altri fotografi nel 2001 la Agenzia VII, una agenzia fotografica indipendente. I suoi lavori sono apparsi in molti giornali e settimanali come il Time, il Newsweek, il Paris Match e il National Geographic. Ha inoltre ricevuto molti premi internazionali. A fine anni '90 ha testimoniato con i suoi scatti i conflitti balcanici nel Kosovo. Successivamente è stata in Indonesia, Afghanistan e in Pakistan. Dal 2006 si è concentrata sui conflitti di Gaza.
Nel giugno del 2007 è stata colta da un aneurisma cerebrale e passò tre settimane in un ospedale di Israele in coma farmacologico. Venne trasferita in Francia dove rimase in coma. Molti colleghi e suoi appassionati si mobilitarono per lei, ma morì nel sonno a Parigi il 5 ottobre.
(Internazionale n.725)

### I suoi lavori
- Time's Tribute - Photo Essay, su time.com. URL consultato il 31 dicembre 2007 (archiviato dall'url originale il 21 ottobre 2007).
- Capturing Gaza's Hell - A multimedia presentation Archiviato il 10 ottobre 2007 in Internet Archive. narrata dalla stessa Boulat